# 風雲児たち
『風雲児たち』（ふううんじたち）は、みなもと太郎による日本の漫画である。第一部として1979年（昭和54年）7月から同年11月の7回を潮出版社が刊行した雑誌『月刊少年ワールド』に、翌1980年（昭和55年）から同社刊行の『コミックトム』に連載。全212話ほか外伝もある。
続編は、『月刊コミックトムプラス』での連載『雲竜奔馬』（うんりゅうほんば）（1998年（平成10年） - 2000年（平成12年））を挟み、2001年（平成13年）よりリイド社刊の雑誌『コミック乱』にて、『風雲児たち 幕末編』（ふううんじたち ばくまつへん）が連載され、2020年（令和2年）から休載、翌年の作者の死により未完となった。
潮出版社「希望コミックス」版は全30巻（なお30巻目は薩摩藩家老平田靱負を軸に「宝暦治水事件」を描いた番外編『宝暦治水伝』)。2000年（平成12年）から2003年（平成15年）にかけ、希望コミックス収録分はリイド社より再編し、「ワイド版」の大判単行本全20巻が刊行(『宝暦治水伝』は3・4巻に収録)。「幕末編」は、現在リイド社SPコミックスで刊行中（2020年8月現在で既刊34巻）。リイド社版は、リアルタッチの表紙絵（イラストレーター工藤稜が担当）が描かれている（復刊ドットコム版『風雲戦国伝』・『挑戦者たち』・『冗談新選組』も同様）。
『風雲児たち〜蘭学革命（れぼりゅうし）篇〜』（ふううんじたち らんがくれぼりゅうしへん）と題して、NHK正月時代劇として三谷幸喜脚本によりテレビドラマ化され、2018年1月1日に放送された。
さらに、2019年には同じく三谷幸喜脚本により三谷かぶき『月光露針路日本 風雲児たち』と題して歌舞伎化され上演された。

## 概要
当初の編集部からの依頼は、幕末の群像を五稜郭陥落まで単行本10巻程度でまとめてほしいというものであったが、幕末の状況はそもそも江戸幕府の成立に根があるとの作者のみなもとの判断により、関ヶ原の戦いより執筆を開始した。これが編集部の企画を大幅に狂わせ、江戸時代300年を通して時代の発展に関わった人間たちの運命を描く大河ドラマ漫画となる。
漫画やアニメ、漫才師やコメディアンのネタ（特に吉本新喜劇）、時代劇、映画、TV、時事ネタなどをパロディとしてギャグにしているのも特徴である。また、時代を経て分かり難くなったギャグの解説のため「脚注」をもじった「ギャグ注」を、ワイド版では各巻末に収録している。
執筆当時に入手可能な最新の史的資料を調査した上で執筆されているため、それまでの多くの歴史フィクションでよく見られたステレオタイプの視点や、学校などで習う標準的な歴史観を脱しており、時に保科正之のようにそれまで注目されていなかったマイナーな人物にスポットが当てられたり、田沼意次のように悪人と見られがちな人物を史実に基づき肯定的に描くなどしている。逆に、松平定信のように従来は肯定的に描かれることが多かった人物の否定的側面を取り上げていることもある。人物の善悪を分けたとき、権力側ではなく民衆に立って行動した者を善玉としている。
一方で、現在もよく分かっていない歴史上の事実については、普通なら作中の描写を避けるか、あるいは作者の創作によって補うところを、本作においてはギャグ漫画の文法を利用して「それについてはわかっていない」という事実をはっきり書いてしまうこともあった。さらには作者のみなもとの勘違いで史実と違うことを描いたり、新資料の発見で史実が覆った場合においても、その事実を作中でギャグとして紹介することもあった。
当初の編集部からの依頼内容とそぐわないことから、連載期間中トラブルが絶えず、ワイド版12巻後半収録のレザーノフ事件からゴローニン事件までは編集部の指示により短期間での描写となった（ゴローニン事件に関しては、本来なら単行本1巻分をかけてじっくり描きたかったが、事情により1号分で無理矢理まとめたことをみなもとが作中で語っている）。
登場人物の作画は、当初はギャグ漫画らしくディフォルメされ、現在も伝わる肖像画とは似ても似つかぬものが多かったものの、作品が進むにつれて劇画的に描かれた人物が多くなっていったが、両者が作中で違和感なく共存している。ただし、「幕末編」に登場する予定の人物を冒頭で予告編的に登場させ、実際に「幕末編」に入ってからその予告通りに登場させているため、「幕末編」においては結果的にディフォルメされた登場人物が再び多くなっている。
また松平定信と真田幸貫等、親子関係や先祖・子孫関係にある人物は似た様な顔として描かれることもしばしばある(一方で同じ徳川斉昭の息子でも、徳川慶篤が父に似た顔なのに対し徳川慶喜は肖像写真に比較的似た顔等統一しないケースもある。)。
登場人物はおおむね、生まれ在所の方言・訛りをそのまま話している（龍馬や武市の土佐弁、西郷や大久保らの薩摩弁、松陰や村田蔵六の防長弁など）。ただ、江戸暮らしが長い学者や大名・旗本が話すときは標準的な武家言葉や、ですます調で通す場合もある（例：仙台藩に属していたが江戸で生まれ育った林子平等。但し興奮して在所の言葉が出たり、徳川斉昭が水戸弁を喋るなどのギャグはそこかしこに存在する）。また家紋が判明している人物は家紋付きの羽織を着て登場するシーンが描かれている。
潮出版社版単行本は、その出版社の故か書店に並ぶことが少なく、人気作にもかかわらず「書店で見かけない」とファンから悲鳴が上がるほどであった（作中、杉田玄白の『解体新書』を求める人々の中で「『風雲児たち』の単行本はどこに行けば手に入るのか」と悲鳴を上げる人がいるなど、セルフパロディになっている）。
編集部とのトラブルが絶えない中、1998年に『コミックトム』から『月刊コミックトムプラス』へリニューアルされる際に『風雲児たち』としては強引に打ち切りにし、続編として坂本龍馬を主人公にする形で『雲竜奔馬』の連載を開始した。この件について作者は編集部が怒るのも無理はないとしているが、双方そりが合わずに全5巻で打ち切りとなり、潮出版社での連載は終了する。また、『雲竜奔馬』終了後間もなく『月刊コミックトムプラス』は休刊となり、潮出版社が刊行する漫画雑誌は消滅した。
2001年、リイド社の月刊誌『コミック乱』にて、『風雲児たち』の正式な続編として『風雲児たち 幕末編』の連載を開始した。結果として『雲竜奔馬』は破棄する形となり、重複する場面は原稿の流用が行われている。
2004年、第8回手塚治虫文化賞（主催：朝日新聞社）特別賞を受賞。ただし『歴史マンガの新境地開拓とマンガ文化への貢献に対して』のみなもとの業績に対しての賞であるため、具体的な作品名は挙げられていない。しかし、その受賞内容と選考理由を見れば『風雲児たち』シリーズに対する賞なのは明らかで、幕末編5巻の帯には堂々と受賞の文字が躍っている。また2010年には『幕末編』で第14回文化庁メディア芸術祭マンガ部門優秀賞を受賞している。2020年には、第49回日本漫画家協会賞文部科学大臣賞を受賞。
また、製作裏話などを記した『外伝』なる番外編を個人同人誌として製作している。これはコミックマーケットなどの同人誌即売会におけるサークル出展や、公式ファンクラブサイトの通販（外部リンク参照）を通じて売られている。『外伝』の一部分については、単行本として潮出版社やリイド社以外から商業出版されているものも存在する。

## 登場人物
以下の区分は作品の内容上の区切りを示したもので、各編にまたがって登場しているキャラクターもある。また、各編の区切りの名称は便宜上記したもので、一部は作中にあるものではない。

### 幕府鳴動編（徳川幕府成立編）
ワイド版1〜3巻。関ケ原の戦い〜江戸時代初期までを描く。
- 徳川家康
- 石田三成
- 大谷吉継
- 小早川秀秋
  - このキャラクターの造形（肖像画とアホの坂田）について、作中にも登場する夏目房之介が、「本当に（肖像画と）似てる」と賞賛したのに[5]対して作者のみなもとは、「そういうところに気づいてくれるとうれしい」とコメントしている。
- 毛利輝元
- 毛利秀元
- 吉川広家
- 島津義弘
- 島津家久
  - デフォルメされたカイゼル髭をしており、後代の島津重豪とその息子島津斉宣・黒田長溥も似た様な顔をしている(外伝に登場する島津重年、島津斉興以降の島津家の人間は比較的肖像画に近い顔)。
- 徳川秀忠
- 静ちゃん (神尾静)
  - 本作では本妻である達子を差し置いて「秀忠の心を理解し、ただ真実の愛のみで結ばれた、唯一の妻」であり「秀忠を真の将軍へと覚悟を定めさせ、正之を産み落とし教育することで江戸幕府300年の安定の礎を築いた女性」として描かれている。作中では史実と異なり秀忠よりも早く没したとされている。
- 真田幸村
  - このキャラクターは杉浦茂作品の模写であると作中で言及があり[6]、明らかに父・昌幸や兄・信之と作画スタイルが異なる（が、それもギャグとして描かれている）。
- 徳川家光
- 宮本武蔵
- 保科正之
  - 作家の関川夏央は「戦後民主主義下において」因循姑息とされる彼は主人公としては不足であるが「ネタにせざるを得ないので、作品が大波を呼んで躍動」したと指摘している[7]。
- 由井正雪
  - 「昔なつかし伊賀の影丸正雪編の丸写しじゃないかーっ」と（作中で）担当編集者に怒られながらも、一貫して横山光輝のパロディで描かれる。
- 長宗我部盛親
- 丸橋忠弥
- 山内一豊
- 幡随院長兵衛
- 徳川光圀
  - メディアで老人として有名であるため、「老けた描写」であると言及される。
- 宇喜多秀家

### 田沼時代編 - 寛政編（蘭学黎明編）
ワイド版4〜12巻前半。杉田玄白・前野良沢の「解体新書」翻訳から始まり、彼らと交友のあった平賀源内・林子平・高山彦九郎の非業の人生、大黒屋光太夫の漂流記や蝦夷地やロシアとの接触等を描く。
- 青木昆陽
- 野呂元丈
- 平賀源内
- 田沼意次
- 杉田玄白
  - 本作では後妻「イヨ」の漢字表記が「伊代」とされている(松本伊代と掛けたギャグ)。
- 前野良沢
- 中川淳庵
- 桂川甫周
  - 幕末編20巻では福沢諭吉が咸臨丸に乗る手助けをした人物として、彼の子孫7代目桂川甫周が登場している。
- 小田野直武（小田野武助）
- 司馬江漢（鈴木春重）
- 大槻玄沢
- 林子平
- 高山彦九郎
  - 林子平、2ページほど登場する蒲生君平と併せて「寛政の三奇人」と称された人物。本作では史実での「妻が2人いた」という記述が拡張され「同時に2人の妻を持っていた」とされている。
- 工藤平助
- 青島俊蔵
- 最上徳内
- 松平定信
- 大黒屋光太夫
- キリル・ラクスマン
- アダム・ラクスマン
- ベニョヴスキー
- ツンベリー

### 暴走編 - 化政編（蘭学鳴動編）
ワイド版13〜20巻。化政〜天保を舞台にシーボルトの来日や天保の改革、そしてそれによって起こった悲劇を描く。なおワイド版12巻後半でレザーノフ事件等がダイジェスト的に紹介された(その合間に杉田ら前章の主要キャラの最期も描かれる)。
- レザーノフ
- ゴローニン
- シーボルト
- 高田屋嘉兵衛
- 伊能忠敬
- 間宮林蔵
- 近藤重蔵
- 遠山景晋
- 遠山金四郎
  - 作中においては彼の入れ墨に関しては桜吹雪であり、辛抱のなさから片方の腕に花びら数枚しか入っていないというギャグがある。
- 鳶の次郎吉
- 矢部定謙
- 小関三英
- 渡辺崋山
- 高野長英
- 江川英龍（坦庵/江川太郎左衛門）
- 高島秋帆
- 川路聖謨
- 鳥居耀蔵
- 水野忠邦
- 大塩平八郎
- 国定忠治
- 勝小吉
- 早乙女主水之介
  - もちろん架空の人物だが、「連載開始前の予告に出ているから」ということで登場（予告そのものの画像は「風雲児たち解体新書」P182で確認できる）。なお、旗本退屈男の原作上の設定では元禄年間が舞台である。

### 幕末黎明編（風雲児幼年編）
ワイド版15〜20巻。蘭学鳴動編と並行して描かれた、幕末の「風雲児たち」の少年・青年時代編。
- 阿部正弘
- 島津斉興
- 島津斉彬
- 男谷精一郎
- 勝海舟（勝麟太郎）
- 島田虎之助
- 村田蔵六
- 緒方洪庵
- 楠本イネ（シーボルト・イネ）
  - 本作では「ヨーロッパ系ハーフ」という属性を示すため、金色で両脇が貴婦人風にカールした日本髪をしている。
- 二宮敬作
- 迫田利済
- 西郷隆盛（西郷吉之助）
- 大久保利通（大久保一蔵）
- 佐久間象山
- 吉田松陰(吉田寅次郎)
  - ワイド版1巻で既にキャラクターデザインが確定していた登場人物の一人で、顔は『冗談新選組』の沖田総司を基にしている(父杉百合之助・兄杉梅太郎もどこか似たような目をしている)。妹が複数いるが、本作にキャラとして登場しているのは久坂玄瑞と結婚した文（あや）のみ。
- 江川英龍
- 斎藤弥九郎
- 中浜万次郎（ジョン万次郎）
- 坂本龍馬
- 岩倉具視
  - 初登場時には義妹で孝明天皇の側室となった「堀河紀子(もとこ)」の名を、掲載時「紀子さま」が話題になっていたため「きこ」と読むギャグがあった(幕末編2巻ではこの事に関する説明がある)。
- 孝明天皇
  - 本作では彼以前の天皇は(ストーリーにあまり絡まない、肖像画史料が少ない等から)顔部分を「菊花紋章」に差し替えられており、孝明天皇も初登場時等菊花紋章の面を被っているというギャグが描かれている。

### 幕末編
「幕末編」のキャラクターは、ほとんどが「幕末黎明編」と重複する。これは、「幕末編」で活躍する者の幼年期・修行時代を「幕末黎明編」で取り上げたためである。
- ペリー
- プチャーチン
- 徳川斉昭
- 徳川家定
- 藤田東湖
- 井伊直弼
  - 埋木舎時代「茶」・「歌(謡、和歌)」・(ポンとなる)「鼓」等を熱心に行っていたことから「チャカポン」と呼ばれており、2012年に同人誌で外伝短編「チャカポンくん」が発表された(復刊ドットコム版『冗談新選組』収録)。
- 桂小五郎
- 宮部鼎蔵
- 河井継之助
- 小林虎三郎
- 武市半平太
- 岡田以蔵[注 6]
- 吉田東洋
- 千葉さな子
- 中島三郎助
  - 幕末編3巻での初登場時(雲竜奔馬1巻と共通のシーン)と7巻以降では顔のデザインが変化しており、作者から断りが入れられている。
- 森山栄之助
  - 顔はワイド版5巻に登場したオランダ通詞と類似している。
- 福澤諭吉
- 有馬新七
- 田中新兵衛
- 嘉蔵
- タウンゼント・ハリス
- ヘンリー・ヒュースケン
- 大久保一翁（大久保忠寛）
- 橋本左内
- 長野主膳
- 宇津木六之丞
- 村山たか
- 松平春嶽
- 島津久光
- 島津茂久
- 斎藤きち（唐人お吉）
- 増田甲斎（ウラジーミル・ヤマトフ）
  - 作中では「立花粂蔵」の表記が主に使用される。「増田甲斎」の名前も含め、本名や生涯に関する複数の説を紹介している。
- 木村喜毅
- 手塚良仙
  - 手塚治虫の曾祖父。治虫の自画像に似せて描かれ、髷もベレー帽風にされている。
- 小栗忠順
- ジョン・ブルック
- 村垣範正（村垣淡路守）
- 関鉄之介
  - 作中では「関鉄之助」と表記。名前の一字をキーに鉄人28号に酷似した顔に描かれている。
- 伊藤博文
- 井上馨
- 高杉晋作
  - ワイド版1巻時点では作者似顔絵と共通の顔で書かれる予定だったが、幕末編の開始が大幅に遅れ「作者似顔絵」の方が独立キャラとして浸透したため新規にキャラクターデザインが成された(ワイド版1巻ギャグ注より。なお1巻で同時に描かれた吉田松陰・村田蔵六の顔は現行のものとさほど変わらない)。
- 久坂玄瑞
  - 本作では「医者である兄の後を継ぎ元服した」という記録から、「元服時坊主にされてしまい髷付き鬘を代わりに被っている」という記述が採用されている。
- 安藤信正
- ラザフォード・オールコック
- 徳川慶喜
- 孝明天皇
- ローレンス・オリファント
- チャールズ・ワーグマン
- 福地源一郎
- 徳川家茂
- 親子内親王（和宮）

### その他
- みなもと太郎 - 作中での歴史解説役として登場(イラストベースは作者の別作品『こちらダイヤル100交番』(1974〜1976年連載)の「ウラさん」・『とんでも先生』(『五年の学習』連載)主人公の顔から髭を除いたもの)し、ワイド版20巻では本名の「浦 源太郎」名義で工藤稜による表紙絵となっている。博士風の姿と私服姿を使い分けており、公式ガイドブック収録の後書き漫画や幕末編では「博士風」と「私服姿」が同時に登場し会話を交わすシーンが存在する。
- 家康の側近 - 関ケ原時や『風雲戦国伝』で家康の相手役を務めるオリジナルキャラで、髭が特徴的。その後は「ベニョヴスキーの部下」や「眼鏡をかけた商人」(宝暦治水伝等)として同じ顔のキャラが随所に登場している。
- フケタ先輩 - 作者の別作品である『あどべんちゃあ』から近藤勇役で出演する(本作開始前に執筆された『冗談新選組』から一貫して同一デザイン)大口後輩と共に、ワイド版10巻にゲスト出演。
- 忍者 - 史実に基づいた描写ではなく、フィクションでよく見られるステレオタイプな忍者装束を身につけた姿で描写される。常に覆面姿のため、目のまわりに日焼けを作っている。

## 主な初出

### 本編に位置づけられた作品
- 風雲児たち - 『月刊少年ワールド』（潮出版社）1979年、『コミックトム』（潮出版社）1980年 - 1997年
- 宝暦治水伝 波闘 歴史に見る治水事業 - 描き下ろし（財団法人河川環境管理財団、非売品）1996年
  - 希望コミックス版単行本で第30巻・外伝として刊行。リイド社ワイド版単行本では3・4巻に収録されている。
- 雲竜奔馬 - 『月刊コミックトムプラス』（潮出版社）1998年 - 2000年
- 風雲児たち 幕末編 - 『コミック乱』（リイド社）2001年 - 2020年

### 外伝に位置づけられた作品
- 戦国うんうんウンチク - 『コミック乱ツインズ増刊 戦国武将列伝』（リイド社）2004年 - 2007年
  - 単行本『風雲戦国伝「風雲児たち」外伝』（PHP研究所、復刊ドットコム）に収録（『戦国うんうんウンチク』のシリーズタイトルは外されている）
- 風雲戦国伝 大谷吉継の謎 - 『歴史街道増刊 コミック大河』（PHP研究所）2010年
  - 単行本『風雲戦国伝「風雲児たち」外伝』（PHP研究所、復刊ドットコム）に収録
- 風雲幕末伝 徳川慶喜伝 - 『歴史街道増刊 コミック大河』（PHP研究所）2010年（掲載誌の休刊により2話で終了）
  - 単行本『冗談新撰組』増補新版（復刊ドットコム）に「慶喜」のタイトルで収録
- 日本剣客伝 - 『ビッグコミックSPECIAL増刊』2002年12月1日号（小学館）
  - 単行本『挑戦者たち』（少年画報社、復刊ドットコム）に収録

## テレビドラマ
『風雲児たち〜蘭学革命（れぼりゅうし）篇〜』（ふううんじたち らんがくれぼりゅうしへん）と題して、NHK総合の「正月時代劇」で2018年1月1日の19時20分から20時49分に放送された。脚本は三谷幸喜。主演は片岡愛之助。前野良沢と杉田玄白による“蘭学事始”をテーマにしている。キャストには、三谷が2016年に脚本を手がけた大河ドラマ『真田丸』の出演者が起用されている。

### キャスト
- 前野良沢 - 片岡愛之助[10]
- 杉田玄白 - 新納慎也[10]
- 平賀源内 - 山本耕史[10]
- 田沼意次 - 草刈正雄[10]
- 中川淳庵 - 村上新悟[14][11]
- 桂川甫周 - 迫田孝也[14][11]
- 大槻玄沢 - 大野泰広[14][11]
- 珉子（たまこ）（良沢の妻） - 長野里美[15][12]
- 峰子（良沢の次女） - 岸井ゆきの[15][12]
- 富士子（良沢の長女） - 中島亜梨沙[15][12]
- 奥平昌鹿 - 栗原英雄[3][13]
- 工藤平助 - 阿南健治[3][13]
- 林子平 - 高木渉[3][13]
- 国松 - 小林隆
- 多紀元徳 - 山西惇
- 安岡玄真 - 浅利陽介
- 小田野武助 - 加藤諒
- 石川玄常 - 中川大志
- 役人・新蔵 - 近藤芳正
- 桂川甫三 - 中原丈雄
- 高山彦九郎 - 高嶋政伸
- 吉雄耕牛 - 小日向文世
- 須原屋市兵衛 - 遠藤憲一
- 寛三 - みなもと太郎
- 浪人 - 天乃大介
- 玄白の弟子 - 片岡愛一郎
- 語り - 有働由美子

### スタッフ
- 原作 - みなもと太郎『風雲児たち』
- 脚本 - 三谷幸喜
- 演出 - 吉川邦夫（NHKエンタープライズ）
- 制作統括 - 陸田元一（NHKエンタープライズ）、土屋勝裕（NHK）
- プロデューサー - 小林大児
- 音楽、ピアノ演奏 - 荻野清子
- 一節截・尺八演奏 - 藤原道山
- 題字 - 平田弘史
- 風俗考証 - 佐多芳彦
- 衣装考証 - 小泉寛明
- 所作指導 - 橘芳慧、坂東冨起子
- 殺陣指導 - 中川邦史朗
- 書道指導 - 金敷駸房
- 日本画指導 - 上野直美
- 芸能指導 - 友吉鶴心
- 竹とんぼ指導 - 中嶋義明
- オランダ語指導 - ハーゲン
- 医事指導 - 酒井シヅ
- 一節截指導 - 村澤丈児
- 副音声解説 - 宮島史年
- 資料提供 - 鳥井裕美子、織田毅、東京医科歯科大学、大分県立先哲史料館、長崎歴史文化博物館、京都外国語大学付属図書館、神戸市立博物館／DNPアートコミュニケーションズ、放送大学付属図書館、早稲田大学図書館特別資料室、太田市立高山彦九郎記念館、秋田県立近代美術館、秋田市立千秋美術館、タカギクラヴィア、順天堂大学、中津市
- ロケ協力 - つくばみらい市
- 制作 - NHKエンタープライズ

## 歌舞伎
『月光露針路日本 風雲児たち』（つきあかりめざすふるさと ふううんじたち）と題して、三谷幸喜作・演出による新作歌舞伎が、歌舞伎座「六月大歌舞伎」夜の部で2019年6月1日から6月25日まで上演される。大黒屋光太夫の漂流譚を舞台化したもので、十代目松本幸四郎が光太夫、四代目市川猿之助が庄蔵とエカテリーナ2世、六代目片岡愛之助が新蔵、二代目松本白鸚が三五郎とポチョムキンをそれぞれ演じる。